# Даблин (Пенсилванија)
Даблин (енгл. Dublin) град је у америчкој савезној држави Пенсилванија.

## Демографија
По попису из 2010. године број становника је 2.158, што је 75 (3,6%) становника више него 2000. године.
| Група             | 2000.         | 2010.         |
| Белци             | 1.956 (93,9%) | 1.867 (86,5%) |
| Афроамериканци    | 31 (1,5%)     | 30 (1,4%)     |
| Азијати           | 24 (1,2%)     | 44 (2,0%)     |
| Хиспаноамериканци | 39 (1,9%)     | 193 (8,9%)    |
| Укупно            | 2.083         | 2.158         |